# NGC 5628
NGC 5628 (другие обозначения — UGC 9278, MCG 3-37-19, ZWG 104.33, NPM1G +18.0412, PGC 51699) — эллиптическая галактика (E) в созвездии Волопас.
Этот объект входит в число перечисленных в оригинальной редакции «Нового общего каталога».